# Culicoides neoparaensis
Culicoides neoparaensis är en tvåvingeart som beskrevs av Tavares och Alves de Souza 1978. Culicoides neoparaensis ingår i släktet Culicoides och familjen svidknott. Inga underarter finns listade i Catalogue of Life.